# 内田定吉
内田 定吉（うちだ さだよし）は、戦国時代から江戸時代初期の武将。

## 生涯
最初、甲斐国の戦国大名である武田信玄・勝頼の2代に仕える。天正10年（1582年）武田氏が滅亡すると徳川家康に服属し、天正壬午の乱では蘆田信蕃に属して真田昌幸と戦った。戦後は諏訪高島城を守備。天正13年（1585年）上田合戦に従軍。天正18年（1590年）小田原征伐では敵方の忍者を警戒し、捕縛には失敗したがこれを討ち取った。慶長5年（1600年）関ヶ原の戦いでは徳川秀忠軍に従う。慶長18年（1613年）甲斐国内の旧領を与えられる。慶長19年（1614年）大坂冬の陣では岡崎城に詰めた。